# پارک ملی تئث
پارک ملی تئث (به لاتین: Theth National Park) یک پارک ملی و منطقه حفاظت‌شده در آلبانی است که در شهرستان شکودر واقع شده‌است.